# محمود الجندي
محمود حسين الجندي (24 فبراير 1945 - 11 أبريل 2019)، ممثل ومغني مصري، ولد في مركز أبو المطامير في محافظة البحيرة وتخرج من المعهد العالي للسينما، بدأ حياته الفنية في فترة السبعينيات وقدم العديد من الأفلام والمسلسلات والمسرحيات.
وكان يشتهر كذلك بصوته العذب وغناء المواويل وكان يقدم مقاطع غنائية في العديد من أعماله الفنية والمسرحية وقدم ألبوم غنائي باسم (فنان فقير) عام 1990، ولكنه صرح بأنه حاول دخول مجال الغناء ولكنه لم يحب استكمال التجربة.
شارك في حرب أكتوبر عام 1973، حيث خدم في سلاح الطيران لمدة 7 سنوات، وتم تكريمه عدة مرات، وفي 11 أبريل 2019 توفي بأزمة قلبية.

## حياته ومسيرته الفنية

### بدايته
ولد في محافظة البحيرة في مركز أبو المطامير في 24 فبراير 1945، درس في مدرسة الصنايع وتخرج في قسم النسيج وعمل في أحد المصانع ثم تقدم إلى المعهد العالي للسينما،  وأخفى الجندي عن والده نيته في الالتحاق بمعهد السينما، إلا أنه بعد اجتيازه مرحلة القبول أخبر والده الذي فاجأه بدعمه له وذهب معه لمعهد السينما لتقديم أوراقه. تخرج عام 1967، وعقب تخرجه انضم للقوات المسلحة مجندًا لمدة 7 سنوات في سلاح الطيران وشارك خلالها في حرب أكتوبر،  وبعد الحرب عاد للتمثيل.

### المسيرة الفنية
بدأ التمثيل بأدوار صغيرة في عدد من المسلسلات والمسرحيات، ولكن بداية نجوميته كانت في عام 1979 عندما مثل في مسرحية «إنها حقاً عائلة محترمة» مع الفنان فؤاد المهندس، ومن ثم مسلسل «دموع في عيون وقحة» مع الفنان عادل إمام. وبعدها جاء بظهور قوي في مسلسل «الشهد والدموع» الذي مثل فيه دورَي الأب والابن، وشارك في العديد من الأعمال السينمائية والتليفزيونية، وأبرز مسلسلاته «عائلة الأستاذ شلش» مع الفنان صلاح ذو الفقار، و«ضمير أبلة حكمت» مع الفنانة فاتن حمامة، و«العودة الأخيرة» مع الفنان صلاح ذو الفقار. ومن أبرز أفلامه «الأسطى المدير» و«شمس الزناتي» و«اللعب مع الكبار». وفي عام 1990 أصدر ألبوماً غنائياً باسم «فنان فقير»، وفي عام 2017 قرر الاعتزال، وعاد بعد ذلك ليشارك في الكثير من المسلسلات التلفزيونية والأعمال المسرحية والسينمائية.

### حياته الشخصية
تزوج من «ضحى حسن» وأنجب منها ثلاثة بنات وولد (المخرج أحمد الجندي)، واستمر زواجهما حتى لقيت حتفها عام 2001م إثر اندلاع حريق في منزلهما،  وفي عام 2003م تزوج من الممثلة عبلة كامل ولكن انتهى زواجهما بالانفصال في 2005، ليتزوج بعد ذلك من الزوجة الرابعة «هيام» وهي ابنة الفنان جمال إسماعيل.
صرح في إحدى المقابلات أنه ابتعد عن الإلحاد وعاد للإيمان بالله نتيجة الحريق الذي شب في بيته وأودى بزوجته الأولى. وقد وصف ذلك قائلا: «الحادثتين حادثة الحريق وقبلها وفاة مصطفى متولي، خلوني أشوف إن الدنيا مش مستمرة وسألت نفسي أنا عملت إيه؟ وأنا ماشي صح ولا غلط؟، لكن مش الحادثة بس اللي خلتني أرجع للإيمان، وأنا بطفّي في الحريق بصّيت على مكتبتي لقيت الكتب والجرايد اللي كتبت عني وكل شغلي بيولع، لكن الجزء اللي فيه الكتب الإلحادية كانت بتولع بشكل فيه تحدي وأدركت إنها رسالة من ربنا، وهنا قلت أنا راضي باللي ربنا يكتبه». وذكر أنه كان في فترة شبابه متأثرا بـ«غرور الشباب» وما قرأه عن الشيوعية و«تدهور الخطاب الديني»، الذي كان أقل اتساقًا مع العصر الحالي وفقًا له.
ذكر خلال لقاء مع منى الشاذلي أنه قد أسس فرقة مسرحية في مسقط رأسه -أبو المطامير- لرعاية المواهب الشابة ومساعدتهم بالخبرة الفنية التي اكتسبها على مدى تاريخه الفني، ووصف ذلك بأنه «أعظم مشروع قام به» وأنه «الاستثمار الحقيقي».

## وفاته
توفي في الساعات الأولى من صباح يوم الخميس 6 شعبان 1440 هـ/ 11 أبريل 2019م عن عمر يناهز 74 عاما بأحد مستشفيات مدينة السادس من أكتوبر، نتيجة إصابته بأزمة قلبية نُقل على أثرها قبل 10 أيام من وفاته إلى المستشفى وبقي فيها حتى وافته المنية، وشيع جثمانه من مسجد الشيخ عبد الحكم بمسقط رأسه بمركز أبو المطامير بمحافظة البحيرة.

## أعماله

### من الأفلام
| - بني آدم: 2018 - الطيارة:2018 - هروب اضطراري:2017 - محمد عثمان والد يوسف - القرد بيتكلم:2017 - الهرم الرابع:2016 - على الزناتي - القواد - من 30 سنة:2016 - إبراهيم - كلب بلدي:2016 - خادم المسجد - قدرات غير عادية:2015 - الشيخ رجب - اللي جاي أحسن:2014 - الحرب العالمية الثالثة:2014 - منصور أبو خميس - ساعة ونص:2012 - رد فعل:2011 - المحامي جمال الأسيوطي - قاطع شحن:2010 - كاسب أبو فايز - سمير وشهير وبهير:2010 - منير الخطير (كبير) - عصافير النيل:2010 - البهي محمد أحمد عثمان - الفرح:2009 - حبشي - ليلة البيبي دول:2008 - على جنب يا أسطى:2008 - شيخ - ولي - روح - كباريه:2008 - أمير الجماعة - مجانين نص كوم:2008 - خارج على القانون:2007 - علي الوكيل - واحد من الناس:2006 - ابومحمود - عنبر والألوان:2001 - رضوان - شروع في قتل:2000 - لا تقتلوا الحب:2000 - مجدي - الغيبوبة:1998 - حواء 2000: 1996 - مصلحي ابن خالة صبحه - غريب في الميناء:1995 - حسونه | - كلاب المدينة:1995 - كارت أحمر:1994 - عادل عز الدين - غلط البنات:1994 - مدحت - درب العوالم:1994 - عباس - جدعان الحلمية:1994 - مصطفى - المليونير الصعلوك:1994 - الرصيف:1993 - مناع - تحقيق مع مواطنة:1993 - الصحفي حمدي - الشطار:1993 - صراع الحسناوات:1993 - حسين - أولاد ضرغام:1993 - صلاح - طريق الشيطان:1993 - الطبيب شريف - طعمية بالشطة:1993 - شاكر - أحلى من الشرف مفيش:1993 - حسن أبو علي - العملة النادرة:1992 - صابر - الشرس:1992 - خميس - ننوسه:1992 - وكر الذئب:1992 - حسام - حكايات الغريب:1992 - عبد الرحمن - موعد مع الذئاب:1992 - عادل - ناجي العلي:1992 - الرجل السكير - شباب فوق بركان:1991 - نور العيون:1991 - شمس الزناتي:1991 - سلامة الطفشان - شحاتين ونبلاء:1991 - شياطين المدينة:1991 - الشيطان اسمه سونه:1991 | - الموعد مع الذئاب:1991 - المطلقات والذئاب:1991 - صلاح - المشاغبات في السجن:1991 - اللعب مع الكبار:1991 - علي الزهار - ليل وليالي:1991 - الحب والرعب:1991 - احمد - جنان في جنان:1990 - زكي - العذراء والعقرب:1990 - جابر السباك الافرنجى - وضاع الطريق:1990 - أحلام المعلمة طماطم:1990 - الحب الحقيقي:1990 - اللقاء القاتل:1989 - حكاية تو:1989 - توفيق - أحلام العبيط:1989 - قلب الليل:1989 - محمد شكرون - الوحوش الصغيرة:1989 - رفعت - المرشد:1989 - هاشم - الأسطى المدير:1988 - حسن - أصدقاء الشيطان:1988 - الكولانجي - بنت من ذهب:1988 - تحدي الأشرار:1988 - يوم مر ويوم حلو:1988 - حربي بتاع العراوى - نوع من الرجال:1988 - حارة الطيبين:1987 - عطوه عبد الرحيم - العبقري والحب:1987 - مجدي - فيش وتشبيه:1986 - مدرسة/منصور كراوية/سعيد | - الفريسة:1986 - التوت والنبوت:1986 - ضيا الناجي - مدام شلاطة:1986 - منير - البنات والمجهول:1986 - قيس - الطوفان:1985 - يوسف - جبابرة الميناء:1984 - نقولك ولا تزعلش:1984 - عنئوب الدم:1983 - فؤاد - الأقدار الدامية:1982 - حدوتة مصرية:1982 - مساعد المخرج - الجمالية:1980 - صلاح عبد الستار - المغنواتي:1979 - الكلمة الأخيرة:1978 - شفيقة ومتولي:1978 - ميعاد مع سوسو:1977 - أونكل زيزو حبيبي:1977 - المعلق الرياضي - شيلني وأشيلك:1977 - ضابط الشرطة - دعاء المظلومين:1977 - حلاوه - الكروان له شفايف:1976 - سكرترية الفرقة - على هامش المدينة: فهمي - جنون الفراخ - الصديقات الثلاثة - مظاهر كدابة - مخ المرحوم: حسونة - ليل وغوازي - اللص المحترم: شريف |

### من المسلسلات
- هجرة الصعايدة: 2018
- رمضان كريم: 2017 - كريم
- ظل الرئيس: 2017 - أستاذ طاهر
- أفراح إبليس (ج2): 2017
- الجماعة (ج2): 2017 - النحاس باشا
- الأب الروحي: 2017 - ياسر الكومي
- الطوفان: 2017 - حسن المندوه
- مملكة يوسف المغربي: 2016 - ضيف شرف
- نيللي وشريهان: 2016 - عم دهب
- يا أنا يا إنتي: 2015
- بعد البداية: 215 - الأستاذ جبر عبد الله/رئيس تحرير جريدة البلد
- طريقي: 2015 - سالم
- زواج بالإكراه: 2015 - عم أمين
- لهفة: 2015 - ضيف شرف
- شارع عبد العزيز (ج2): 2014
- ابن حلال: 2014 - رشدى
- مكان في القصر: 2014 - سميح
- تحت الأرض: 2013 - رجائي/والد جمال
- أهل الهوى: 2013
- مزاج الخير: 2013
- حكاية حياة: 2013
- الركين: 2013 - فؤاد
- إثبات شخصيّة: 2013
- البلطجي: 2012
- رقم مجهول: 2012 - ياسين بدوي
- الإمام الغزالي: 2012 - الغزالي الأب
- باب الخلق: 2012 - حامد
- الخواجة عبد القادر: 2012 - كمال
- أخت تريز: 2012
- فيرتيجو: 2012 - كمال شاهين
- شمس الأنصاري: 2012
- الشوارع الخلفية: 2011
- أمنا الغولة: 2011
- آدم: 2011 - أمين عبد الحي
- المفطراتي: 2011 - المفطراتى
- ميني سات: 2011 - سيت كوم
- مكتوب على الجبين: 2011
- مذكرات سيئة السمعة: 2010
- إختفاء سعيد مهران: 2010 - علي لوز
- الحارة: 2010 - أبو كريم
- مش ألف ليلة وليلة: 2010
- الجماعة: 2010 - الشيخ زهران
- عايزة أتجوز: 2010 - عاطف - ضيف شرف
- آخر أيام الحب: 2009
- لو كنت ناسي: 2009
- أرواح هادئة: 2009
- الأدهم: 2009 - حسن طاحون
- أولاد الحلال 2009
- الدنيا لونها بمبي: 2009
- كريمة كريمة: 2009 - د. عرفة
- نسمة ونصيب: 2009 - سيت كوم
- علشان ماليش غيرك: 2009
- المصراوية (ج2): 2009 - الششتاوي
- فستان فرح: 2009
- أيام الرعب والحب: 2008
- العارف بالله الإمام عبد الحليم محمود: 2008
- علي مبارك: 2008 - رفاعة الطهطاوي
- الفنار: 2008
- لسانك حصانك: 2008
- في أيد أمينة: 2008 - أبو الفرج
- نسيم الروح: 2008
- حكايات المدندش: 2007
- الملك فاروق: 2007 - احمد ماهر باشا
- الدالي (ج1، 2):2007، 2008
- حارة الزعفراني: 2006
- مباراة زوجية: 2006
- كشكول لكل مواطن: 2006
- حياتي أنت: 2006
- توتو وبيجامة: 2006
- والحب أقوى: 2006
- 30 شارع مصطفى حسين: 2006
- مطعم تشي توتو (المطعم): 2006
- درب الطيب: 2006 - الطيب
- علي جناح التبريزي: 2005
- الظاهر بيبرس: 2005 - شاهين
- أبو القاسم الطنبوري وإخوانه: 2005
- عيش أيامك: 2004
- مصر الجديدة: 2004 - الشيخ علي يوسف
- المهنة طبيب: 2004
- عيب يا دكتور: 2004
- الناس في كفر عسكر: 2003 - حسنين مدندش
- شمس يوم جديد: 2003
- المسحراتي: 2003
- فلاح في بلاط صاحبة الجلالة: 2003
- قمر سبتمبر: 2003
- حد السكين: 2003
- فارس الرومانسية: 2003 - محمد السباعى والد يوسف
- سيف اليقين: 2002
- حرس سلاح: 2002 - عادل
- السيرة الهلالية (ج3): 2001 - أبو القمصان
- الكومي: 2001
- حديث الصباح والمساء: 2001 - الشيخ معاوية
- ولسه فيه أمل: 2001
- الحسن البصري: 2000
- روبابيكيا: 2000
- الجاني مين: 2000
- الحلم والألم: 2000
- أغلال ناعمة: 2000
- الغالب والمغلوب: 2000
- الغروب لا يأتي سرا: 1999
- الجذور: 1999
- سامحوني ماكنش قصدي: 1999 - حلبة
- افتح قلبك: 1999
- همام يبحث عن همام: 1999
- عمو عزيز: 1999
- الفهلوي: 1998
- أوراق مصرية (ج1، 2، 3): 1998، 2002، 2004 - شفيع
- لعبة وقلبت بجد: 1998
- صدق الله العظيم: 1998
- شقلباظ: 1998
- المهمة الأخيرة: 1998
- المفتاح الضائع: 1998
- ومنين أجيب ناس: 1998
- الوجه الآخر للقمر: 1998
- شيء غير الحب: 1998
- الحصيدة: 1997
- التوأم: 1997
- الشارع الجديد: 1997
- هارون الرشيد: 1997 - حمدان
- زيزينيا (ج1، 2): 1997، 2000 - الشناوي
- حلم الجنوبي: 1997 - ضاحي النمر
- قلوب حائرة: 1996
- زقاق السنجقدار: 1996
- أبو العلا 90: 1996 - عمرو
- وسادسهم الزمن: 1996
- رابعة تعود: 1996 - ابن نـخـّـاس
- أنا وزوجتي والنصاب: 1996
- اثنين في واحد: 1995
- ألف ليلة وليلة-- علي بابا والأربعين حرامي: 1995 - حداية
- فكرة بمليون جنيه: 1994
- وجوه الحب: 1994
- قالوا في الامثال: 1994
- قشتمر: 1994
- هالة والدراويش: 1993
- العودة الأخيرة: 1993
- قلب الأسد: 1993 - نديم
- على رأي المثل: 1993
- خشوع: 1992
- الوديعة: 1992
- بوجي وطمطم والفانوس السحري: 1992
- ولا يزال الحب مستمرا: 1992
- ضمير أبلة حكمت: 1991 - أشرف
- النوة: 1991 - طاهر قبطان
- عائلة الأستاذ شلش: 1990 - محمود
- بوجي وطمطم: 1990
- الدنيا وردة بيضاء: 1990 - سبق
- ساعة لكل الناس: 1990
- أنا وانت وبابا في المشمش: 1989 - بشير أبو السعد جاد الله
- اللي معاه قرش: 1988
- كوم الدكة: 1987
- كوكي كاك: 1987
- البشاير: 1987 - ضيف شرف
- عصفور النار: 1987 - مروان صقر
- وكسبنا القضية: 1986
- ناس مودرن: 1986
- رحلة السيد أبو العلا البشري: 1986 - عمرو
- وأدرك شهريار الصباح: 1985 - شحاته صديق عاطف
- علي الزيبق: 1985 - الكوالنجي
- المحروسة 85: 1985 - هاني ابن المهندس سيد
- حكايات هو وهي: 1985
- الجدران الدافئة: 1985
- جمال الدين الأفغاني: 1984 - الشيخ محمد عبده
- أبرياء في قفص الاتهام: 1984 - محمود مصطفى (حمادة)
- الشيطان والحب: 1984
- الأحباب والمصير: 1984
- علياء والزينة: 1983 - ممثل
- الشهد والدموع (ج1، 2): 1983، 1985 - حسين شوقي
- نهاية العالم ليست غدًا: 1983 - ناجي
- حتى لا يختنق الحب: 1983
- أبناء العطش: 1982 - محمود
- ولسه بحلم بيوم: 1981
- من أجل ولدي: 1981
- للزمن بقية: 1980 - بكري
- عيلة الدوغري: 1980 - حسن الدوغري
- دموع في عيون وقحة: 1980 - مصطفى
- الشوارع الخلفية: 1979
- أبنائي الأعزاء..شكرا: 1979 - محمود - ابن العم
- أيام العذاب: 1979 - فؤاد
- طائر الأحلام: 1979
- إصلاحية جبل الليمون: 1979 - نادر / برايز
- مقام المالطي
- بعد العاصفة - أنسي
- ينبوع الغضب
- العودة للحياة
- عم رزق بياع الترمس
- نسيج العنكبوت
- الجوارح
- عندما تضحك الأوتار
- قلوب حائرة
- شاطىء الحنين
- معاش مبكر
- ولاد حارتنا
- المتهم بريء
- نهاية القصة
- الهودج

### من المسرحيات
| - بلد السلطان: 2016 - ملك الشحاتين: 2010 - سي علي وتابعه قفة: 2009 - ولاد اللذينة: 2007 - طرائيعو: 2002- شعبولا (بعد انسحاب مدحت صالح) - شيء في صبري: 2002 - حلاق بغداد: 1999 - عائلة الفك المفترس: 1997 - باللو: 1995 - حظ نواعم: 1995 - اللي بنى مصر: 1994 - تتجوزيني يا عسل: 1993 | - بحبك يا مجرم: 1992 - ست الحسن: 1992 - المليم بأربعة: 1990 - زواج البنات: 1990 - عصفور عقله طار: 1987 - علشان خاطر عيونك: 1987- مراد - انتبهوا أيها الأزواج: 1986 - افتح المحضر: 1986 - البرنسيسة: 1984 - إنها حقًا عائلة محترمة: 1979- نور الدين أبو الفضل - مدرسة المشاغبين: 1973- أحمد (لاحقاً) - وراك وراك | - محدش يقدر عليهم - حالة طوارئ - الرعب اللذيذ - جنان في جنان - بخيل بالوراثة - جيران الهنا - شبورة - مبروك - مصيدة المجانين - إيه اللي حصل في شهر العسل - اللي عايزني يجيني |

| \| - الحب والانزلاق: 1999 - وجهي القمر: 1996 - أم مثالية: 1981 - حسام - كبرياء وعاطفة - أوهام الحب - شوية عيال - عناق الموت والحياة - السيد الخادم \| - الرجل والثعبان - زمن الحنين - إن فاتك الميري - قيد لا ينكسر - الجرائم الغامضة - عاطف - وتمضي الأحزان - العاطفة والواجب - ولا في الأحلام \| | - الأبواب المغلقة: 2010 - مسلسل إذاعي - حاجة تجنن: 2000 - مسلسل إذاعي - عم كريم أبو المفاهيم: 2005 - فوازير - عالم ورق ورق ورق: 1990 - فوازير - ضيف شرف - ألف ليلة وليلة— عروس البحور: 1985 - فوازير - الأمير نور - على باب الوزير: 1981 - مسلسل إذاعي - الأستاذ عفيفي: مسلسل إذاعي - جميلة: تمثيلية - أمين | - 100 سؤال: 2015 - سر حليمة: 2015 - معكم منى الشاذلي: 2014 - نورت مع أروى: 2013 - كش ملك: 2011 - أيام عالبال: 1986 - واحد من الناس | - الحب بعد المداولة: 1975 - مسرحية - تأليف - ست الحسن: 1992 - مسرحية - غناء - المرشد: 1989 - فيلم - إنتاج وغناء أغنية (أهي دنيا) - أنا وأنت وبابا في المشمش: 1989 - مسلسل - غناء تتر النهاية - وكسبنا القضية: 1986 - مسلسل - غناء التتر |
| - الحب والانزلاق: 1999 - وجهي القمر: 1996 - أم مثالية: 1981 - حسام - كبرياء وعاطفة - أوهام الحب - شوية عيال - عناق الموت والحياة - السيد الخادم | - الرجل والثعبان - زمن الحنين - إن فاتك الميري - قيد لا ينكسر - الجرائم الغامضة - عاطف - وتمضي الأحزان - العاطفة والواجب - ولا في الأحلام | | |

## زوجاته وذريته
تزوج الفنان القدير محمود الجندي في بداية حياته من خارج الوسط الفني "ضحى حسن" وأنجب منها 4 أبناء" 3 بنات هم رحاب ورباب ورنا وولد هو المخرج أحمد الجندي، واستمر زواجهما حتى توفيت عام 2001، نتيجة حريق منزلهما، وكان متزوجا من أخرى في هذا التوقيت وأنجب منها بنت اسمها "مريم".
وتزوج الفنان محمود الجندي بالفنانة عبلة كامل، في عام 2003، ولكن لم يستمر الزواج طويلا وتم الانفصال، ليتزوج بعد ذلك من الزوجة الرابعة والأخيرة «هيام» ابنة الفنان جمال إسماعيل، واستمر زواجهما حتى وفاته.

## روابط خارجية
- محمود الجندي على موقع IMDb (الإنجليزية)
- محمود الجندي على موقع الدهليز
- محمود الجندي على موقع قاعدة بيانات الأفلام العربية
- محمود الجندي على موقع ديسكوغز (الإنجليزية)
- محمود الجندي على موقع قاعدة بيانات الفيلم (الإنجليزية)